# Mont Temetiu
Le mont Temetiu est, avec 1 276 m d'altitude, le point culminant de la crête montagneuse constituant l'île d'Hiva ʻOa, et celui de l'ensemble de l'archipel des Marquises (devant le mont Oave sur l'île d'Ua Pou avec 1 232 m). Il surplombe la grande baie des Traîtres (Taʻa ʻOa en marquisien) au fond de laquelle s'abrite le chef-lieu de l'île, Atuona.